# Championnat d'Australie de football 2002-2003
Navigation
Saison précédente Saison suivante
La saison 2002-2003 du Championnat d'Australie de football est la vingt-septième édition du championnat de première division en Australie.
La NSL (National Soccer League) regroupe douze clubs du pays (plus une équipe de Nouvelle-Zélande) au sein d'une poule unique, où ils s'affrontent deux fois au cours de la saison régulière. Le titre se dispute entre les six premiers de la première phase par le biais des play-off. Il n'y a ni promotion, ni relégation en fin de saison.
C'est le club de Perth Glory FC, finaliste la saison dernière, qui remporte la compétition après avoir battu lors du Grand Final le tenant du titre, Olympic Sharks. C'est le tout premier titre de champion d'Australie de l'histoire du club.

## Les clubs participants
| - Marconi Stallions - Wollongong Wolves - Adelaide Force - Olympic Sharks - Brisbane Strikers FC - Northern Spirit FC | - Auckland Kingz - South Melbourne FC - Melbourne Knights - Newcastle United - Perth Glory FC - Sydney United - Parramatta Power FC |

## Compétition

### Phase régulière
Le barème utilisé pour établir le classement est le suivant :
- Victoire : 3 points
- Match nul : 1 point
- Défaite : 0 point

| Rang | Équipe               | Pts | J  | G  | N | P  | Bp | Bc | Diff |
| ---- | -------------------- | --- | -- | -- | - | -- | -- | -- | ---- |
| 1    | Olympic SharksT      | 51  | 24 | 16 | 3 | 5  | 51 | 28 | +23  |
| 2    | Perth Glory FC       | 50  | 24 | 16 | 2 | 6  | 48 | 22 | +26  |
| 3    | Parramatta Power     | 40  | 24 | 12 | 4 | 8  | 51 | 27 | +24  |
| 4    | Newcastle United     | 37  | 24 | 10 | 7 | 7  | 37 | 25 | +12  |
| 5    | Adelaide City FC     | 37  | 24 | 11 | 4 | 9  | 40 | 34 | +6   |
| 6    | Northern Spirit FC   | 36  | 24 | 11 | 3 | 10 | 37 | 44 | -7   |
| 7    | South Melbourne FC   | 35  | 24 | 10 | 5 | 9  | 36 | 37 | -1   |
| 8    | Sydney United FC     | 27  | 24 | 7  | 6 | 11 | 23 | 31 | -8   |
| 9    | Melbourne Knights    | 27  | 24 | 7  | 6 | 11 | 38 | 52 | -14  |
| 10   | Brisbane Strikers FC | 26  | 24 | 7  | 5 | 12 | 38 | 45 | -7   |
| 11   | Football Kingz       | 24  | 24 | 6  | 6 | 12 | 26 | 45 | -19  |
| 12   | Marconi Stallions    | 23  | 24 | 6  | 5 | 13 | 25 | 42 | -17  |
| 13   | Wollongong Wolves    | 23  | 24 | 5  | 8 | 11 | 25 | 43 | -18  |

|  | Qualification pour les play-off |
|  | T : Tenant du titre             |

### Play-offs
Les deux premiers de phase régulière démarrent les play-offs avec un bonus respectif de 6 et 3 points.
| Rang | Équipe             | Pts | J  | G | N | P | Bp | Bc | Diff |
| ---- | ------------------ | --- | -- | - | - | - | -- | -- | ---- |
| 1    | Perth Glory +3     | 27  | 10 | 8 | 0 | 2 | 27 | 7  | +20  |
| 2    | Olympic SharksT +6 | 19  | 10 | 4 | 1 | 5 | 17 | 14 | +3   |
| 3    | Adelaide City FC   | 17  | 10 | 5 | 2 | 3 | 19 | 14 | +5   |
| 4    | Parramatta Power   | 13  | 10 | 3 | 4 | 3 | 16 | 21 | -5   |
| 5    | Northern Spirit    | 8   | 9  | 2 | 2 | 5 | 7  | 22 | -15  |
| 6    | Newcastle United   | 7   | 9  | 2 | 1 | 6 | 9  | 17 | -8   |

|  | Qualification pour la finale |
|  | T : Tenant du titre          |

- Le match entre Northern Spirit FC et Newcastle United, après avoir été plusieurs fois reporté, est annulé car il n'a plus aucun intérêt sportif, les deux équipes ne pouvant plus se qualifier pour le Grand Final.

### Grand Final
| 1er juin 2003 | Perth Glory FC          | 2 - 0 | Olympic Sharks | Subiaco Oval, Perth                          |                                              |
|               | Harnwell 29e · Mori 87e |       |                | Spectateurs : 38 111 Arbitrage : Mark Shield | Spectateurs : 38 111 Arbitrage : Mark Shield |

## Bilan de la saison
| Championnat d'Australie de football 2002-2003 |                            |
| Champion                                      | Perth Glory FC (1er titre) |
| Coupes et trophées                            |                            |
| Vainqueur de la Coupe d'Australie 2002-2003   | Non disputée               |
| Promotions et relégations                     |                            |
| Promus en Championnat d'Australie de football | Aucun                      |
| Relégués                                      | Aucun                      |